# Развлечения в Древнем Египте 3000 лет назад
«Развлечения в Древнем Египте 3000 лет назад» или «Восемнадцатая династия» — картина британского художника Лоуренса Альма-Тадемы, написанная в 1863 году, в бельгийский период его жизни. На картине изображено представление при дворе египетского фараона по случаю встречи нубийского посла. Художник изобразил музыкантов и танцоров, причём он старался быть точным в деталях: например, арфу Альма-Тадема срисовал с одного из луврских экспонатов.
Египетская тематика была в моде у европейцев со времён наполеоновских войн, но Альма-Тадема был в числе первых живописцев, обратившихся не к современному египетскому материалу, а ко временам фараонов. Его картина имела большой успех на выставке в Брюсселе. В 1864 году художник доработал картину и отправил её в парижский Салон под названием «Восемнадцатая династия», причём получил золотую медаль. В 1865 году он продал «Развлечения» Эрнесту Гамбарту, спустя год снова доработал её (полотно пострадало из-за несчастного случая), а в 1867 году получил за картину ещё одну золотую медаль в Париже.